# Бойові дружини
Бойові́ дружи́ни — озброєні загони робітників, організовані в період революції 1905—07 для боротьби з самодержавством. Б. д. виникли після подій 9 січня с. ст. 1905 в Петербурзі як організації самооборони робітників. Великого значення Б. д. надавав В. І. Ленін. Організаторами і основним ядром Б. д. були більшовики.
В Україні перші Б. д. організовані в квітні 1905 в Києві, Миколаєві та Катеринославі, а потім і в інших містах та промислових районах (на фабриках, заводах і шахтах). У листопаді в Києві та Одесі було майже по тисячі бойових дружинників, а в Харкові — понад 2000. В організації Б. д. брали активну участь більшовики: Г. І. Петровський — в Катеринославі, Г. Ф. Сергєєв (Артем) — в Харкові, І. А. Чигрин — в Миколаєві. Б. д. відіграли визначну роль у Грудневому збройному повстанні, зокрема в Москві і Донбасі. В цілому в Україні в 1905 діяло бл. 10 000 бойових дружинників. Б. д. мали свої спеціальні статути, поділялися на десятки, які входили до складу районних дружин. 
Досвід організації і діяльності Б. д. використали більшовики в 1917 при формуванні Червоної гвардії.